# Reggie Evans
Reginald Jamaal Evans, detto Reggie (Pensacola, 18 maggio 1980), è un ex cestista statunitense, professionista nella NBA.

## Carriera
Non è un giocatore molto abile al tiro, ma ha come dote principale l'abilità a rimbalzo. Ha giocato nei Seattle SuperSonics (gli attuali Oklahoma City Thunder), nei Denver Nuggets e nei Philadelphia 76ers. Nel giugno del 2009 i 76ers l'hanno ceduto ai Toronto Raptors in cambio di Jason Kapono. Nonostante la non grande altezza, la sua prestanza fisica unita alla sua grinta e tenacia gli hanno permesso talvolta di giocare anche da centro con ottimi risultati.
Il 19 febbraio 2014 i Brooklyn Nets l'hanno scambiato insieme a Jason Terry con i Sacramento Kings in cambio di Marcus Thornton. Ha esordito con la squadra californiana il 23 febbraio in una vittoria per 109-95 sul campo dei Denver Nuggets, nella quale ha catturato 5 rimbalzi e recuperato un pallone in 8 minuti di impiego uscendo dalla panchina. Ha realizzato la sua prima doppia-doppia con la divisa dei Kings il 3 marzo in una vittoria casalinga per 99-86 contro i New Orleans Pelicans, nella quale ha segnato 10 punti e catturato 13 rimbalzi in 30 minuti dalla panchina.
Evans conclude la sua carriera nel 2015 giocando l'ultima stagione con i Sacramento Kings. In NBA detiene il curioso record del maggior numero di gare in cui ha realizzato solo 1 punto, in 58 occasioni.

## Statistiche

### NBA

#### Regular season
| Anno     | Squadra            | PG  | PT  | MP   | TC%  | 3P% | TL%  | RP   | AP  | PRP | SP  | PP  |
| -------- | ------------------ | --- | --- | ---- | ---- | --- | ---- | ---- | --- | --- | --- | --- |
| 2002-03  | Seattle S.Sonics   | 67  | 60  | 20,4 | 47,1 | 0,0 | 51,9 | 6,6  | 0,5 | 0,6 | 0,2 | 3,2 |
| 2003-04  | Seattle S.Sonics   | 75  | 27  | 17,1 | 40,6 | 0,0 | 56,1 | 5,4  | 0,4 | 0,7 | 0,1 | 2,9 |
| 2004-05  | Seattle S.Sonics   | 79  | 79  | 23,8 | 47,6 | 0,0 | 53,4 | 9,3  | 0,7 | 0,7 | 0,2 | 4,9 |
| 2005-06  | Seattle S.Sonics   | 41  | 23  | 19,2 | 50,9 | 0,0 | 55,0 | 6,7  | 0,6 | 0,6 | 0,1 | 5,9 |
| 2005-06  | Denver Nuggets     | 26  | 2   | 23,3 | 45,3 | 0,0 | 50,5 | 8,7  | 0,6 | 0,6 | 0,2 | 5,2 |
| 2006-07  | Denver Nuggets     | 66  | 11  | 17,1 | 54,4 | 0,0 | 49,7 | 7,0  | 0,7 | 0,6 | 0,2 | 4,9 |
| 2007-08  | Philadelphia 76ers | 81  | 61  | 23,2 | 43,9 | 100 | 46,7 | 7,5  | 0,8 | 1,1 | 0,1 | 5,2 |
| 2008-09  | Philadelphia 76ers | 79  | 7   | 14,4 | 44,4 | 0,0 | 59,4 | 4,6  | 0,3 | 0,5 | 0,1 | 3,3 |
| 2009-10  | Toronto Raptors    | 28  | 1   | 11,1 | 49,3 | 0,0 | 45,0 | 3,8  | 0,3 | 0,5 | 0,1 | 3,4 |
| 2010-11  | Toronto Raptors    | 30  | 18  | 26,6 | 40,8 | 0,0 | 54,5 | 11,5 | 1,3 | 1,0 | 0,2 | 4,4 |
| 2011-12  | L.A. Clippers      | 56  | 0   | 13,8 | 47,2 | 0,0 | 50,7 | 4,8  | 0,3 | 0,6 | 0,1 | 1,9 |
| 2012-13  | Brooklyn Nets      | 80  | 56  | 24,6 | 47,9 | 0,0 | 50,9 | 11,1 | 0,5 | 0,9 | 0,2 | 4,5 |
| 2013-14  | Brooklyn Nets      | 30  | 6   | 13,3 | 39,0 | 0,0 | 53,8 | 5,0  | 0,2 | 0,4 | 0,1 | 2,7 |
| 2013-14  | Sacramento Kings   | 24  | 14  | 20,8 | 52,7 | 0,0 | 56,9 | 7,7  | 0,7 | 1,0 | 0,0 | 5,5 |
| 2014-15  | Sacramento Kings   | 47  | 7   | 16,3 | 42,3 | 0,0 | 61,9 | 6,4  | 0,7 | 0,5 | 0,1 | 3,7 |
| Carriera | Carriera           | 809 | 372 | 19,2 | 46,5 | 9,1 | 52,8 | 7,1  | 0,6 | 0,7 | 0,1 | 4,1 |

#### Play-off
| Anno     | Squadra            | PG | PT | MP   | TC%  | 3P% | TL%  | RP   | AP  | PRP | SP  | PP  |
| -------- | ------------------ | -- | -- | ---- | ---- | --- | ---- | ---- | --- | --- | --- | --- |
| 2005     | Seattle S.Sonics   | 11 | 11 | 18,9 | 40,5 | 0,0 | 52,4 | 7,4  | 0,5 | 0,5 | 0,3 | 3,7 |
| 2006     | Denver Nuggets     | 5  | 0  | 13,8 | 42,9 | 0,0 | 72,2 | 4,6  | 0,0 | 0,4 | 0,2 | 3,8 |
| 2008     | Philadelphia 76ers | 6  | 0  | 24,7 | 50,0 | 0,0 | 62,5 | 7,8  | 0,5 | 0,8 | 0,0 | 6,8 |
| 2009     | Philadelphia 76ers | 5  | 0  | 7,2  | 22,2 | 0,0 | 75,0 | 2,0  | 0,0 | 0,6 | 0,0 | 1,4 |
| 2012     | L.A. Clippers      | 11 | 0  | 18,0 | 53,3 | 0,0 | 42,5 | 7,3  | 0,1 | 0,8 | 0,5 | 3,0 |
| 2013     | Brooklyn Nets      | 7  | 7  | 29,9 | 47,8 | 0,0 | 55,6 | 12,3 | 0,9 | 1,0 | 0,3 | 4,6 |
| Carriera | Carriera           | 45 | 18 | 19,3 | 44,4 | 0,0 | 55,2 | 7,3  | 0,3 | 0,7 | 0,3 | 3,8 |